# Бас, Доминик
Доминик Шарль Жером (Пит) Бас (фр. Dominique Charles Jérôme "Piet" Baes; 3 февраля 1893, Брюгге — 26 августа 1918, Беверен ан де Эйзер) — бельгийский футболист, игравший на позициях полузащитника и защитника, выступал за клуб «Серкль Брюгге». В составе национальной сборной Бельгии провёл один матч. Погиб во время Первой мировой войны.
Младший брат футболиста Омер Баса, старший брат Луи Баса.

## Биография
Доминик Бас родился в феврале 1893 года в Брюгге. Отец — Шарль Мари Жозеф Бас, был родом из Брюгге, мать — Корали де Йонге, родилась в Эйткерке на западе Бельгии. В семье Бас было девять детей, но многие из них умерли ещё в младенчестве. 
Начинал футбольную карьеру в клубе «Серкль Брюгге», играл первоначально на позиции полузащитника, а также занимался плаванием, фехтованием и гимнастикой. В 1908 году за этот клуб дебютировал его старший брат Омер Бас, а в 1919 году младший брат Луи, который в последующие 15 лет проведёт более 300 матчей за «Серкль Брюгге».
Дебют Доминика за «Серкль» состоялся 24 сентября 1911 года в матче чемпионата Бельгии против команды «Расинг Брюссель» — встреча завершилась поражением его команды со счётом 1:3. В первом сезоне он сыграл 9 матчей и забил один гол. В сезоне 1912/13 Бас записал на свой счёт 11 голов в 22 матчах чемпионата, в том числе четыре мяча в ворота «Льежа». 
В составе «Серкль Брюгге» Бас выступал на протяжении трёх сезонов, сыграв за это время 52 матча и забив 12 голов в чемпионате Бельгии. В сезоне 1912/13 он дошёл с командой до финала Кубка Бельгии. 
В составе сборной Бельгии Доминик провёл один матч, дебютировав 16 февраля 1913 года в товарищеской игре против сборной Франции в Уккеле. В первом тайме хозяева поля забили дважды — Фернанд Нисот отметился дублем. Во втором тайме на 52-й минуте Луи Бессемс установил окончательный счёт — 3:0.
В октябре 1911 года Доминик поступил на военную службу в первый гренадерский полк. В звании сержанта принимал участие в Первой мировой войне. 25 августа 1918 года получил пулевое ранение в правую ягодицу, однако пуля проникла дальше в брюшную полость. Доминик был отправлен в военный госпиталь в Беверен-ан-де-Эйзере, где скончался на следующий день. 29 августа был похоронен на местном кладбище, а 18 января 1922 года перезахоронен на кладбище Синт-Андрис в Брюгге.

## Достижения
«Серкль Брюгге»
- Финалист Кубка Бельгии: 1912/13

## Звания и ордена
- Кавалер ордена Леопольда[5]
- Военный крест[5]